# 자크 이베르
자크 프랑수아 앙투안 마리 이베르(프랑스어: Jacques François Antoine Marie Ibert, 1890년 8월 15일~1962년 2월 5일)는 프랑스의 서양 고전 음악 작곡가이다.

## 생애
파리 음악원에서 폴 비달에게 음악을 배웠고, 1919년에 칸타타 《Le poète et la fée》로 로마대상을 받았다. 1937년 로마에 있는 프랑스 아카데미(French Academy)의 예술 감독을 했었고, 1955년부터 1957년까지는 파리에 있는 Opéra-Comique의 예술 감독을 했다. 파리에서 죽었다.

## 음악의 특징
이베르의 음악은 가볍고 재치가 있으며 매력 있는 선율과 다채로운 관현악법이 특징으로 여겨진다. 그는 프랑스 6인조의 한 사람이 아니었지만 그의 작풍은 그들과 비슷하다. 이베르의 작품에서 널리 알려진 것으로 관현악 모음곡 《기항지》(1924), 오스카 와일드의 시를 토대로 한 교향시 《레딩 감옥의 발라드》(1920), 플루트 협주곡(1934), 알토 색소폰 소협주곡(1935~36), 피아노 모음곡 《이야기》(1922), 가곡집 《돈키호테의 노래》(1932), 오페라 《페르세우스와 안드로메다》(1921), 《안젤리카》(1927) 등이 있다. 이 밖에 오슨 웰스 감독의 《맥베스》(1948) 등의 영화 음악도 작곡했다.

## 주요 작품

### 관현악곡
- 레딩 감옥의 발라드(1920)
- 기항지(1922)
- 디베르티스망(1929)
- 교향 모음곡 '파리'(1930)
- 카프리치오(1936)
- 축전 서곡(1940)
- 루이빌 협주곡(1953)
- 바카날(1956)
- 상상 속의 사랑 신들(1957)
- 보스토티아나(1961)

### 협주곡
- 첼로 협주곡(첼로와 관악기)(1925)
- 플루트 협주곡 바단조(1934)
- 알토 색소폰 실내 소협주곡(알토색소폰과 11대의 악기)(1935~36)
- 협주 교향곡(오보에와 관현악)(1949)

### 실내악곡

#### 독주와 이중주
- 하프를 위한 여섯 개의 소품(1916~17)
- 소나티나 '유희'(플루트와 피아노)(1923)
- 플루트 독주를 위한 '소품'(1936)
- 첼로 독주를 위한 '기를라자나'(1950)

#### 세 대 이상
- 두 대의 플루트(또는 플루트와 오보에), 클라리넷, 바순을 위한 두 개의 악장(1921)
- 사모스의 정원사(플루트, 클라리넷, 트럼펫, 바이올린, 첼로, 타악기, 1924)
- 세 개의 짧은 소품(목관 5중주, 1930)
- 현악 사중주(1937~42)
- 바이올린·첼로·하프를 위한 3중주(1944)

### 피아노곡
- 폐허에 부는 바람(1915)
- 낭만 소품(1916)
- 물 위의 아침(1917)
- 이야기(10개의 소품, 1922)
- 알베르 루셀의 이름에 따른 토카타(1929)
- 작은 모음곡(1944)

### 가곡
- 아리아 형식의 보칼리제(1931)
- 돈키호테의 노래(1932)
- 아무것도 아닌 노래(1934)
- 세 개의 노래(1947)
- 플로린의 슬픈 노래(1951)

### 합창
- 광인의 노래(1924)
- 아기 제부(zebu)의 자장가(1936)
- 공포의 오중창(1943)

### 발레
- 주피터의 사랑(1945)
- 방황하는 기사들(1951)

### 오페라
- 페르세우스와 안드로메다(1921)
- 안젤리카(1927)

## 관련 논문
- 조은정, 〈플루트 협주곡의 변천과정 및 20세기 플루트 협주곡의 특징연구 : J. 이베르의 플루트 협주곡을 중심으로〉, 대진대학교 문화예술전문대학원 음악예술학과 석사학위논문, 2006년
- 이한솔, 〈Ibert의 〈알토 색소폰과 11개의 악기를 위한 “Concertino da camera”〉의 연주 기법을 중심으로 한 연구〉, 배재대학교 일반대학원 음악학과 석사학위논문, 2023년 8월

## 참고 문헌
- "Jacques Ibert" — 자크 프랑소아 앙투안 이베르 in Sax, Mule & Co, Jean-Pierre Thiollet, H & D, 2004, 135. ISBN 2-914266-03-0